# V ранг (Табель про ранги )

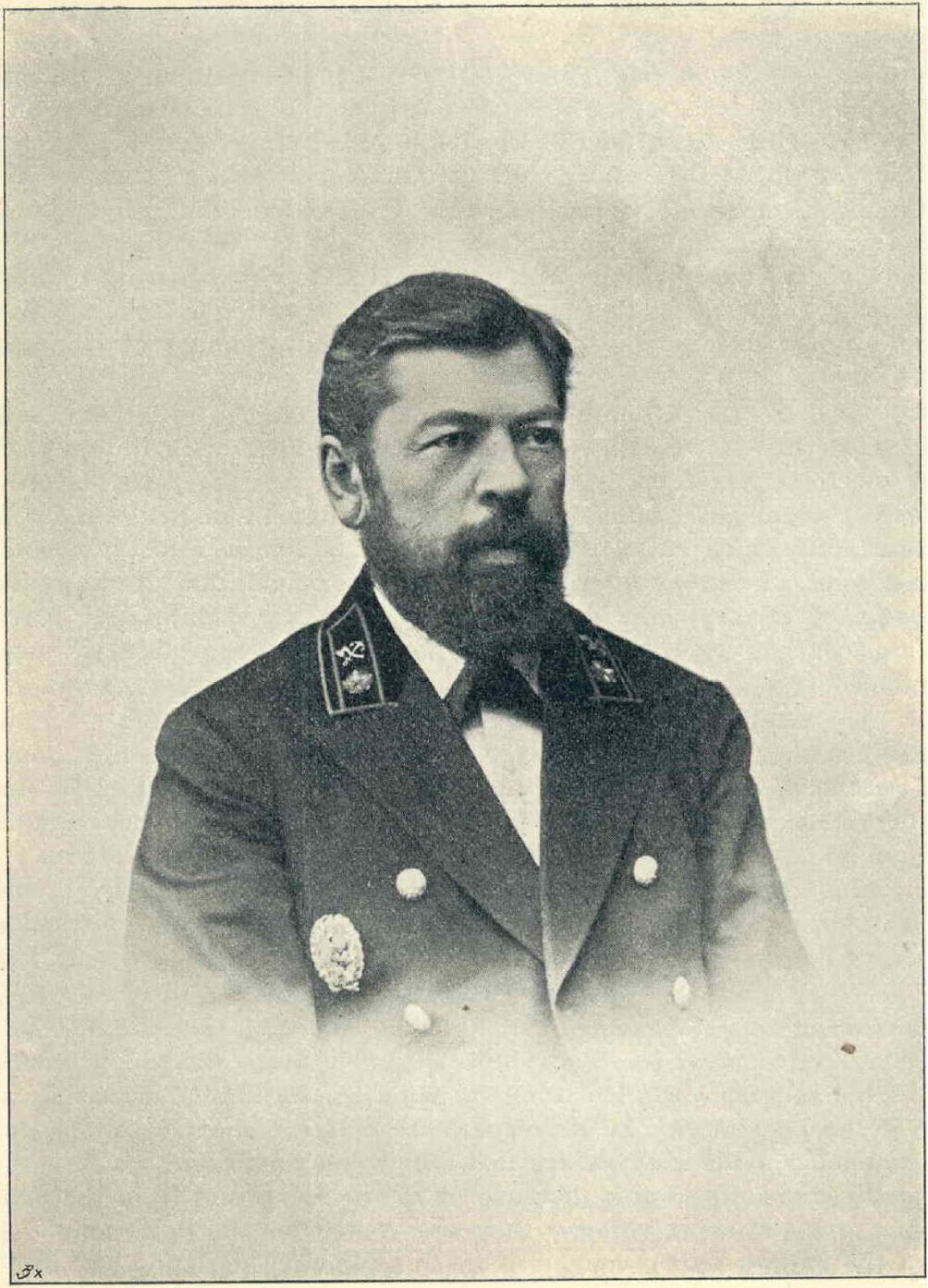
Статський радник МШС Пушечніков О. М., конструктор Забайкальської залізниці.1900 рік. Відзнаки чину на петлицях.

V ранг — в Російській імперії один з 14-ти класів (рангів) на які було поділено Табель про ранги.
Нижчий ранг, який давав право на спадкове шляхетство  для цивільних чинів згідно маніфесту від 11 червня 1845 року (це правило діяло до  9 грудня 1856 року). 
Для кожної групи рангів було присвоєно своє специфічне звернення. Для V рангу було своє унікальне звернення «Ваше високородіє» («Ваша вельмишляхетносте»).
Згідно більшовицького декрету від 10 (23) листопада 1917 про знищення станів і чинів дія Табелі про ранги було скасовано.
В зв’язку з тим що табель було поділено на цивільні, військові та придворні чини, то склалося співвідношення чинів які відносилися до цього  рангу. На 1917 рік, у цьому ранзі військові чини були відсутні.

## Цивільні чини
Статський радник. Цей чин відповідав посаді віце-директора департаменту, віце-губернатора, голови казенної палати тощо. Для надання чину статського радника був встановлений термін служби в 5 років з часу здобуття попереднього чину.

## Військові чини
Бригадир.
Капітан-командор флоту (1707—1732, 1751—1764, 1798—1827), капітан бригадирського ранга флота   (1764-1798).
Генерал-провіантмейстер (1700-1864), штер-крігкомісар з постачання (до 1884 року).

### Гвардія
У XVIII столітті гвардійські офіцери, мали чини, такі ж як і звичайні армійські офіцери, але їх ранг був значно вище від армійських колег. Цей стан зберігався до 1798 року, коли гвардійці було порівняні в рангах з армійцями. 
Прем'єр-майор гвардії  у 1748 – 1798  роках відносився до V рангу (рівнявся до чину армійського бригадира). У 1798 році чини прем’єр-майора та секунд-майора, були поєднані у один майорський чин, який став відноситися до VIII рангу, що відповідало його армійським аналогам.
Чини гвардії носили знаки розрізнення (горжети, шарфи) відповідно до чину.

## Придворні чини
камер-юнкер (1742—1809), церемоніймейстер (з 1800).